# Tjeckoslovakiens riksvapen
Tjeckoslovakiens riksvapen användes och fanns i olika former mellan åren 1918 och 1992 då landet delades i Tjeckien och Slovakien.

## Den första republiken (1918-1939) och efterkrigstiden (1945-1961)
Tjeckoslovakien bildades som en följd av upplösningen av Österrike-Ungern efter första världskriget. Till en början användes provisoriska symboler, men i författningen som antogs 1920 bestämdes att Tjeckoslovakiska republiken (ČSR) skulle ha ett litet, ett mellanstort och ett stort riksvapen.
Det lilla vapnet, som var det som användes mest, bestod av Böhmens vapen belagt med Slovakiens vapen på bröstet. I mellanvapnet finns Böhmens vapen som hjärtsköld på en kvadrerad sköld med vapnen för Slovakien, Karpato-Rutenien, Mähren och Schlesien. I det stora vapnet fanns ytterligare fält med och samt två lejon som sköldhållare.
Det lilla och det stora vapnet fortsatte att användas under efterkrigstiden fram till 1961, trots att Karpato-Rutenien hade blivit en del av Sovjetunionen till följd av andra världskriget.

Lilla riksvapnet (1918-1939) och (1945-1961)
Mellanstora riksvapnet (1918-1939)
Stora riksvapnet (1918-1939) och (1945-1961)

## Böhmen-Mähren,Sudetenlandoch Slovakien (1939-1945)
Tjeckoslovakien upplöstes tvångsmässigt 1939, kort tid innan andra världskrigets utbrott. Den tjeckiska riksdelen blev ett tyskt protektorat medan Slovakien fick nominell självständighet men stod i praktiken under tyskt inflytande. Trots det nazistiska styret, användes traditionella heraldiska vapen för såväl Böhmen-Mähren som Slovakien under denna tid.

Lilla riksvapnet för protektoratet Böhmen-Mähren
Stora riksvapnet för protektoratet Böhmen-Mähren
Vapnet för Reichsgau Sudetenland
Slovakiens riksvapen under andra världskriget

Tjeckoslovakiens kommunistiska riksvapen (1961-1989)

## Tjeckoslovakiska socialistiska republiken 1961-1989
Tjeckoslovakien blev en kommunistisk diktatur, Tjeckoslovakiska socialistiska republiken (ČSSR), efter en statskupp 1948, men man fortsatte att använda de vapen som hade återinförts 1945 när landet återupprättades efter andra världskriget.
Tretton år senare, 1961, ändrades dock Tjeckoslovakiens riksvapen och fick ett mindre heraldiskt utseende. Den sköld som användes var inte den normala heraldiska riddarskölden utan en sköld av en typ som var tänkt att stå på marken och skydda fotfolk. Det böhmiska lejonet förlorade sin krona och åtföljdes i sköldhuvudet av kommunismens röda femuddiga stjärna med gul kant. Slovakiens vapen ändrades helt, i stället för korset och det stiliserade treberget så användes en partisaneld mot en naturnära silhuettavbildning av Tatrabergen. Både huvudskölden, bröstskölden med det nya slovakiska märket och själva lejonet framställdes med gula kantlinjer på ett sätt som inte hör till heraldisk stil.

Tjeckoslovakiens statsvapen efter kommunismens fall (1990-1992)

## Tjeckoslovakiska federativa republiken 1990-1992
Efter kommunismens fall återgick man till den traditionella heraldiken. Böhmens och Slovakiens vapen samlades i en kvadrerad sköld som symbol för Tjeckoslovakiska federativa republiken (ČSFR).
Inför Tjeckoslovakiens demokratiskt beslutade upplösning vid årsskiftet 1992/1993 kom man överens om att ingen av de två nya staterna skulle använda samma symboler som den upplösta federationen hade använt. Vapnet för Tjeckoslovakiska federativa republiken används därför inte längre, men de ingående delarna finns förstås med i Tjeckiens respektive Slovakiens nuvarande riksvapen.